# 10e étape du Tour d'Italie 2021
Pour un article plus général, voir Tour d'Italie 2021.
La 10e étape du Tour d'Italie 2021 se déroule le lundi 17 mai 2021 entre L'Aquila et Foligno, sur une distance de 139 km.

## Profil de l'étape
Cette étape de 139 km est la plus courte des étapes en ligne de ce Giro 2021. Hormis une côte de 4e catégorie située à 39 km de l'arrivée, l'étape est relativement plate avec un final constitué de routes larges et rectilignes mais comportant de nombreux ronds-points. L'arrivée à Foligno (région de l'Ombrie) se juge au bout d'une ligne droite longue d’environ 1 300 m avec une légère courbe à 500 m de l’arrivée.

## Déroulement de la course
Une échappée de cinq coureurs se forme en début de course. Elle se compose des Italiens Samuele Rivi (Eolo-Kometa) et Umberto Marengo (Bardiani), du Suisse Simon Pellaud (Androni), du Néerlandais Taco van der Hoorn (Intermarché-Wanty Gobert) et du Belge Kobe Goossens (Lotto-Soudal). À 50 kilomètres de l'arrivée, Marengo est distancé par ses compagnons d'échappée. Et, lors de la seule ascension répertoriée du jour vers Valico Della Somma (4ème catégorie), les quatre fuyards sont repris par le peloton (à 43 kilomètres du terme). L'équipe Bora-Hansgrohe de Peter Sagan imprime en fin de course un rythme soutenu au peloton afin d'annihiler de nouvelles attaques et d'empêcher le retour de quelques sprinteurs lâchés comme le maillot cyclamen Tim Merlier et Giacomo Nizzolo. Et c'est le Slovaque Peter Sagan qui remporte un sprint bien emmené par ses équipiers.

## Résultats

### Classement de l'étape
| \| Classement de l'étape \| Classement de l'étape \| Classement de l'étape \| Classement de l'étape \| Classement de l'étape \| \| Coureur \| Coureur \| Pays \| Équipe \| Temps \| \| --------------------- \| --------------------- \| --------------------- \| ---------------------- \| --------------------- \| \| 1er \| Peter Sagan \| Slovaquie \| Bora-Hansgrohe \| 3 h 10 min 56 s \| \| 2e \| Fernando Gaviria \| Colombie \| UAE Team Emirates \| + 0 s \| \| 3e \| Davide Cimolai \| Italie \| Israel Start-Up Nation \| + 0 s \| \| 4e \| Stefano Oldani \| Italie \| Lotto-Soudal \| + 0 s \| \| 5e \| Gianni Vermeersch \| Belgique \| Alpecin-Fenix \| + 0 s \| \| 6e \| Dries De Bondt \| Belgique \| Alpecin-Fenix \| + 0 s \| \| 7e \| Andrea Vendrame \| Italie \| AG2R Citroën Team \| + 0 s \| \| 8e \| Vincenzo Albanese \| Italie \| Eolo-Kometa \| + 0 s \| \| 9e \| Elia Viviani \| Italie \| Cofidis \| + 0 s \| \| 10e \| Sebastián Molano \| Colombie \| UAE Team Emirates \| + 0 s \| |                   |           |                        |                 |
| |                   |           |                        |                 |
| Source : ProCyclingStats |                   |           |                        |                 |
| Classement de l'étape |                   |           |                        |                 |
| Coureur | Coureur           | Pays      | Équipe                 | Temps           |
| 1er | Peter Sagan       | Slovaquie | Bora-Hansgrohe         | 3 h 10 min 56 s |
| 2e | Fernando Gaviria  | Colombie  | UAE Team Emirates      | + 0 s           |
| 3e | Davide Cimolai    | Italie    | Israel Start-Up Nation | + 0 s           |
| 4e | Stefano Oldani    | Italie    | Lotto-Soudal           | + 0 s           |
| 5e | Gianni Vermeersch | Belgique  | Alpecin-Fenix          | + 0 s           |
| 6e | Dries De Bondt    | Belgique  | Alpecin-Fenix          | + 0 s           |
| 7e | Andrea Vendrame   | Italie    | AG2R Citroën Team      | + 0 s           |
| 8e | Vincenzo Albanese | Italie    | Eolo-Kometa            | + 0 s           |
| 9e | Elia Viviani      | Italie    | Cofidis                | + 0 s           |
| 10e | Sebastián Molano  | Colombie  | UAE Team Emirates      | + 0 s           |

### Points attribués pour le classement par points
| Sprint intermédiaire Rieti (km 52,7) | Sprint intermédiaire Rieti (km 52,7) | Sprint intermédiaire Rieti (km 52,7) | Sprint intermédiaire Rieti (km 52,7) | Sprint intermédiaire Rieti (km 52,7) |
| ------------------------------------ | ------------------------------------ | ------------------------------------ | ------------------------------------ | ------------------------------------ |
|                                      | Coureur                              | Pays                                 | Équipe                               | Point(s)                             |
| 1er                                  | Samuele Rivi                         | Italie                               | Eolo-Kometa                          | 12                                   |
| 2e                                   | Umberto Marengo                      | Italie                               | Bardiani CSF Faizanè                 | 8                                    |
| 3e                                   | Simon Pellaud                        | Suisse                               | Androni Giocattoli-Sidermec          | 6                                    |
| 4e                                   | Kobe Goossens                        | Belgique                             | Lotto-Soudal                         | 5                                    |
| 5e                                   | Taco van der Hoorn                   | Pays-Bas                             | Intermarché-Wanty-Gobert Matériaux   | 4                                    |
| 6e                                   | Elia Viviani                         | Italie                               | Cofidis                              | 3                                    |
| 7e                                   | Andrea Pasqualon                     | Italie                               | Intermarché-Wanty-Gobert Matériaux   | 2                                    |
| 8e                                   | Peter Sagan                          | Slovaquie                            | Bora-Hansgrohe                       | 1                                    |
| modifier                             |                                      |                                      |                                      |                                      |

| Arrivée d'étape Foligno (km 139) | Arrivée d'étape Foligno (km 139) | Arrivée d'étape Foligno (km 139) | Arrivée d'étape Foligno (km 139)   | Arrivée d'étape Foligno (km 139) |
| -------------------------------- | -------------------------------- | -------------------------------- | ---------------------------------- | -------------------------------- |
|                                  | Coureur                          | Pays                             | Équipe                             | Point(s)                         |
| 1er                              | Peter Sagan                      | Slovaquie                        | Bora-Hansgrohe                     | 50                               |
| 2e                               | Fernando Gaviria                 | Colombie                         | UAE Emirates                       | 35                               |
| 3e                               | Davide Cimolai                   | Italie                           | Israel Start-Up Nation             | 25                               |
| 4e                               | Stefano Oldani                   | Italie                           | Lotto-Soudal                       | 18                               |
| 5e                               | Gianni Vermeersch                | Belgique                         | Alpecin-Fenix                      | 14                               |
| 6e                               | Dries De Bondt                   | Belgique                         | Alpecin-Fenix                      | 12                               |
| 7e                               | Andrea Vendrame                  | Italie                           | AG2R Citroën                       | 10                               |
| 8e                               | Vincenzo Albanese                | Italie                           | Eolo-Kometa                        | 8                                |
| 9e                               | Elia Viviani                     | Italie                           | Cofidis                            | 7                                |
| 10e                              | Sebastián Molano                 | Colombie                         | UAE Emirates                       | 6                                |
| 11e                              | Nikias Arndt                     | Allemagne                        | Team DSM                           | 5                                |
| 12e                              | Quinten Hermans                  | Belgique                         | Intermarché-Wanty-Gobert Matériaux | 4                                |
| 13e                              | Aleksandr Vlasov                 | Russie                           | Astana-Premier Tech                | 3                                |
| 14e                              | Gianni Moscon                    | Italie                           | Ineos Grenadiers                   | 2                                |
| 15e                              | Matthias Brändle                 | Autriche                         | Israel Start-Up Nation             | 1                                |
| modifier                         |                                  |                                  |                                    |                                  |

### Points attribués pour le classement du meilleur grimpeur
| \| Valico della Somma (km 100,3) 4e catégorie (4,8 km à 6%) \| Valico della Somma (km 100,3) 4e catégorie (4,8 km à 6%) \| Valico della Somma (km 100,3) 4e catégorie (4,8 km à 6%) \| Valico della Somma (km 100,3) 4e catégorie (4,8 km à 6%) \| Valico della Somma (km 100,3) 4e catégorie (4,8 km à 6%) \| \| -------------------------------------------------------- \| -------------------------------------------------------- \| -------------------------------------------------------- \| -------------------------------------------------------- \| -------------------------------------------------------- \| \| \| Coureur \| Pays \| Équipe \| Point(s) \| \| 1er \| Giovanni Aleotti \| Italie \| Bora-Hansgrohe \| 3 \| \| 2e \| Daniel Oss \| Italie \| Bora-Hansgrohe \| 2 \| \| 3e \| Emanuel Buchmann \| Allemagne \| Bora-Hansgrohe \| 1 \| \| modifier \| \| \| \| \| |                  |           |                |          |
| Valico della Somma (km 100,3) 4e catégorie (4,8 km à 6%) |                  |           |                |          |
| | Coureur          | Pays      | Équipe         | Point(s) |
| 1er | Giovanni Aleotti | Italie    | Bora-Hansgrohe | 3        |
| 2e | Daniel Oss       | Italie    | Bora-Hansgrohe | 2        |
| 3e | Emanuel Buchmann | Allemagne | Bora-Hansgrohe | 1        |
| modifier |                  |           |                |          |

### Points attribués pour le classement des sprints intermédiaires
| Sprint intermédiaire Rieti (km 52,7) | Sprint intermédiaire Rieti (km 52,7) | Sprint intermédiaire Rieti (km 52,7) | Sprint intermédiaire Rieti (km 52,7) | Sprint intermédiaire Rieti (km 52,7) |
| ------------------------------------ | ------------------------------------ | ------------------------------------ | ------------------------------------ | ------------------------------------ |
|                                      | Coureur                              | Pays                                 | Équipe                               | Point(s)                             |
| 1er                                  | Samuele Rivi                         | Italie                               | Eolo-Kometa                          | 10                                   |
| 2e                                   | Umberto Marengo                      | Italie                               | Bardiani CSF Faizanè                 | 6                                    |
| 3e                                   | Simon Pellaud                        | Suisse                               | Androni Giocattoli-Sidermec          | 3                                    |
| 4e                                   | Kobe Goossens                        | Belgique                             | Lotto-Soudal                         | 2                                    |
| 5e                                   | Taco van der Hoorn                   | Pays-Bas                             | Intermarché-Wanty-Gobert Matériaux   | 1                                    |
| modifier                             |                                      |                                      |                                      |                                      |

| Sprint intermédiaire Campello sul Clitunno (km 121,2) | Sprint intermédiaire Campello sul Clitunno (km 121,2) | Sprint intermédiaire Campello sul Clitunno (km 121,2) | Sprint intermédiaire Campello sul Clitunno (km 121,2) | Sprint intermédiaire Campello sul Clitunno (km 121,2) |
| ----------------------------------------------------- | ----------------------------------------------------- | ----------------------------------------------------- | ----------------------------------------------------- | ----------------------------------------------------- |
|                                                       | Coureur                                               | Pays                                                  | Équipe                                                | Point(s)                                              |
| 1er                                                   | Jhonatan Narváez                                      | Équateur                                              | Ineos Grenadiers                                      | 10                                                    |
| 2e                                                    | Remco Evenepoel                                       | Belgique                                              | Deceuninck-Quick Step                                 | 6                                                     |
| 3e                                                    | Egan Bernal                                           | Colombie                                              | Ineos Grenadiers                                      | 3                                                     |
| 4e                                                    | João Almeida                                          | Portugal                                              | Deceuninck-Quick Step                                 | 2                                                     |
| 5e                                                    | Gianni Moscon                                         | Italie                                                | Ineos Grenadiers                                      | 1                                                     |
| modifier                                              |                                                       |                                                       |                                                       |                                                       |

### Bonifications
|   | Coureur          | Pays     | Équipe                | Secondes |
| - | ---------------- | -------- | --------------------- | -------- |
| 1 | Jhonatan Narváez | Équateur | Ineos Grenadiers      | 3 s      |
| 2 | Remco Evenepoel  | Belgique | Deceuninck-Quick Step | 2 s      |
| 3 | Egan Bernal      | Colombie | Ineos Grenadiers      | 1 s      |

|   | Coureur          | Pays      | Équipe                 | Secondes |
| - | ---------------- | --------- | ---------------------- | -------- |
| 1 | Peter Sagan      | Slovaquie | Bora-Hansgrohe         | 10 s     |
| 2 | Fernando Gaviria | Colombie  | UAE Emirates           | 6 s      |
| 3 | Davide Cimolai   | Italie    | Israel Start-Up Nation | 4 s      |

## Classements à l'issue de l'étape

### Classement général
| \| Classement général \| Classement général \| Classement général \| Classement général \| Classement général \| \| Coureur \| Coureur \| Pays \| Équipe \| Temps \| \| ------------------ \| ------------------ \| ------------------ \| ---------------------- \| ------------------ \| \| 1er \| Egan Bernal \| Colombie \| Ineos Grenadiers \| 38 h 30 min 17 s \| \| 2e \| Remco Evenepoel \| Belgique \| Deceuninck-Quick Step \| + 14 s \| \| 3e \| Aleksandr Vlasov \| Russie \| Astana-Premier Tech \| + 22 s \| \| 4e \| Giulio Ciccone \| Italie \| Trek-Segafredo \| + 37 s \| \| 5e \| Attila Valter \| Hongrie \| Groupama-FDJ \| + 44 s \| \| 6e \| Hugh Carthy \| Royaume-Uni \| EF Education-Nippo \| + 45 s \| \| 7e \| Damiano Caruso \| Italie \| Bahrain Victorious \| + 46 s \| \| 8e \| Dan Martin \| Irlande \| Israel Start-Up Nation \| + 52 s \| \| 9e \| Simon Yates \| Royaume-Uni \| BikeExchange \| + 56 s \| \| 10e \| Davide Formolo \| Italie \| UAE Team Emirates \| + 1 min 02 s \| |                  |             |                        |                  |
| |                  |             |                        |                  |
| Source : ProCyclingStats |                  |             |                        |                  |
| Classement général |                  |             |                        |                  |
| Coureur | Coureur          | Pays        | Équipe                 | Temps            |
| 1er | Egan Bernal      | Colombie    | Ineos Grenadiers       | 38 h 30 min 17 s |
| 2e | Remco Evenepoel  | Belgique    | Deceuninck-Quick Step  | + 14 s           |
| 3e | Aleksandr Vlasov | Russie      | Astana-Premier Tech    | + 22 s           |
| 4e | Giulio Ciccone   | Italie      | Trek-Segafredo         | + 37 s           |
| 5e | Attila Valter    | Hongrie     | Groupama-FDJ           | + 44 s           |
| 6e | Hugh Carthy      | Royaume-Uni | EF Education-Nippo     | + 45 s           |
| 7e | Damiano Caruso   | Italie      | Bahrain Victorious     | + 46 s           |
| 8e | Dan Martin       | Irlande     | Israel Start-Up Nation | + 52 s           |
| 9e | Simon Yates      | Royaume-Uni | BikeExchange           | + 56 s           |
| 10e | Davide Formolo   | Italie      | UAE Team Emirates      | + 1 min 02 s     |

| Classement par points | Classement par points | Classement par points | Classement par points       | Classement par points |
| Coureur               | Coureur               | Pays                  | Équipe                      | Points                |
| --------------------- | --------------------- | --------------------- | --------------------------- | --------------------- |
| 1er                   | Peter Sagan           | Slovaquie             | Bora-Hansgrohe              | 108 pts               |
| 2e                    | Fernando Gaviria      | Colombie              | UAE Team Emirates           | 91 pts                |
| 3e                    | Davide Cimolai        | Italie                | Israel Start-Up Nation      | 91 pts                |
| 4e                    | Tim Merlier           | Belgique              | Alpecin-Fenix               | 83 pts                |
| 5e                    | Elia Viviani          | Italie                | Cofidis                     | 79 pts                |
| 6e                    | Giacomo Nizzolo       | Italie                | Qhubeka Assos               | 76 pts                |
| 7e                    | Matteo Moschetti      | Italie                | Trek-Segafredo              | 42 pts                |
| 8e                    | Filippo Tagliani      | Italie                | Androni Giocattoli-Sidermec | 39 pts                |
| 9e                    | Filippo Fiorelli      | Italie                | Bardiani CSF Faizanè        | 39 pts                |
| 10e                   | Dylan Groenewegen     | Pays-Bas              | Jumbo-Visma                 | 36 pts                |

| Classement par points | Classement par points | Classement par points | Classement par points       | Classement par points |
| Coureur               | Coureur               | Pays                  | Équipe                      | Points                |
| --------------------- | --------------------- | --------------------- | --------------------------- | --------------------- |
| 1er                   | Peter Sagan           | Slovaquie             | Bora-Hansgrohe              | 108 pts               |
| 2e                    | Fernando Gaviria      | Colombie              | UAE Team Emirates           | 91 pts                |
| 3e                    | Davide Cimolai        | Italie                | Israel Start-Up Nation      | 91 pts                |
| 4e                    | Tim Merlier           | Belgique              | Alpecin-Fenix               | 83 pts                |
| 5e                    | Elia Viviani          | Italie                | Cofidis                     | 79 pts                |
| 6e                    | Giacomo Nizzolo       | Italie                | Qhubeka Assos               | 76 pts                |
| 7e                    | Matteo Moschetti      | Italie                | Trek-Segafredo              | 42 pts                |
| 8e                    | Filippo Tagliani      | Italie                | Androni Giocattoli-Sidermec | 39 pts                |
| 9e                    | Filippo Fiorelli      | Italie                | Bardiani CSF Faizanè        | 39 pts                |
| 10e                   | Dylan Groenewegen     | Pays-Bas              | Jumbo-Visma                 | 36 pts                |

| Classement de la montagne | Classement de la montagne | Classement de la montagne | Classement de la montagne          | Classement de la montagne |
| Coureur                   | Coureur                   | Pays                      | Équipe                             | Points                    |
| ------------------------- | ------------------------- | ------------------------- | ---------------------------------- | ------------------------- |
| 1er                       | Geoffrey Bouchard         | France                    | AG2R Citroën Team                  | 51 pts                    |
| 2e                        | Egan Bernal               | Colombie                  | Ineos Grenadiers                   | 48 pts                    |
| 3e                        | Gino Mäder                | Suisse                    | Bahrain Victorious                 | 44 pts                    |
| 4e                        | Bauke Mollema             | Pays-Bas                  | Trek-Segafredo                     | 23 pts                    |
| 5e                        | Giulio Ciccone            | Italie                    | Trek-Segafredo                     | 20 pts                    |
| 6e                        | Kobe Goossens             | Belgique                  | Lotto-Soudal                       | 18 pts                    |
| 7e                        | Francesco Gavazzi         | Italie                    | Eolo-Kometa                        | 17 pts                    |
| 8e                        | Vincenzo Albanese         | Italie                    | Eolo-Kometa                        | 16 pts                    |
| 9e                        | Rein Taaramäe             | Estonie                   | Intermarché-Wanty-Gobert Matériaux | 13 pts                    |
| 10e                       | Remco Evenepoel           | Belgique                  | Deceuninck-Quick Step              | 13 pts                    |

| Classement de la montagne | Classement de la montagne | Classement de la montagne | Classement de la montagne          | Classement de la montagne |
| Coureur                   | Coureur                   | Pays                      | Équipe                             | Points                    |
| ------------------------- | ------------------------- | ------------------------- | ---------------------------------- | ------------------------- |
| 1er                       | Geoffrey Bouchard         | France                    | AG2R Citroën Team                  | 51 pts                    |
| 2e                        | Egan Bernal               | Colombie                  | Ineos Grenadiers                   | 48 pts                    |
| 3e                        | Gino Mäder                | Suisse                    | Bahrain Victorious                 | 44 pts                    |
| 4e                        | Bauke Mollema             | Pays-Bas                  | Trek-Segafredo                     | 23 pts                    |
| 5e                        | Giulio Ciccone            | Italie                    | Trek-Segafredo                     | 20 pts                    |
| 6e                        | Kobe Goossens             | Belgique                  | Lotto-Soudal                       | 18 pts                    |
| 7e                        | Francesco Gavazzi         | Italie                    | Eolo-Kometa                        | 17 pts                    |
| 8e                        | Vincenzo Albanese         | Italie                    | Eolo-Kometa                        | 16 pts                    |
| 9e                        | Rein Taaramäe             | Estonie                   | Intermarché-Wanty-Gobert Matériaux | 13 pts                    |
| 10e                       | Remco Evenepoel           | Belgique                  | Deceuninck-Quick Step              | 13 pts                    |

| Classement du meilleur jeune | Classement du meilleur jeune | Classement du meilleur jeune | Classement du meilleur jeune | Classement du meilleur jeune |
| Coureur                      | Coureur                      | Pays                         | Équipe                       | Temps                        |
| ---------------------------- | ---------------------------- | ---------------------------- | ---------------------------- | ---------------------------- |
| 1er                          | Egan Bernal                  | Colombie                     | Ineos Grenadiers             | 38 h 30 min 17 s             |
| 2e                           | Remco Evenepoel              | Belgique                     | Deceuninck-Quick Step        | + 14 s                       |
| 3e                           | Aleksandr Vlasov             | Russie                       | Astana-Premier Tech          | + 22 s                       |
| 4e                           | Attila Valter                | Hongrie                      | Groupama-FDJ                 | + 44 s                       |
| 5e                           | Daniel Martínez              | Colombie                     | Ineos Grenadiers             | + 1 min 13 s                 |
| 6e                           | Tobias Foss                  | Norvège                      | Jumbo-Visma                  | + 2 min 23 s                 |
| 7e                           | Jai Hindley                  | Australie                    | Team DSM                     | + 4 min 28 s                 |
| 8e                           | João Almeida                 | Portugal                     | Deceuninck-Quick Step        | + 4 min 56 s                 |
| 9e                           | Harold Tejada                | Colombie                     | Astana-Premier Tech          | + 7 min 35 s                 |
| 10e                          | Lorenzo Fortunato            | Italie                       | Eolo-Kometa                  | + 8 min 28 s                 |

| Classement du meilleur jeune | Classement du meilleur jeune | Classement du meilleur jeune | Classement du meilleur jeune | Classement du meilleur jeune |
| Coureur                      | Coureur                      | Pays                         | Équipe                       | Temps                        |
| ---------------------------- | ---------------------------- | ---------------------------- | ---------------------------- | ---------------------------- |
| 1er                          | Egan Bernal                  | Colombie                     | Ineos Grenadiers             | 38 h 30 min 17 s             |
| 2e                           | Remco Evenepoel              | Belgique                     | Deceuninck-Quick Step        | + 14 s                       |
| 3e                           | Aleksandr Vlasov             | Russie                       | Astana-Premier Tech          | + 22 s                       |
| 4e                           | Attila Valter                | Hongrie                      | Groupama-FDJ                 | + 44 s                       |
| 5e                           | Daniel Martínez              | Colombie                     | Ineos Grenadiers             | + 1 min 13 s                 |
| 6e                           | Tobias Foss                  | Norvège                      | Jumbo-Visma                  | + 2 min 23 s                 |
| 7e                           | Jai Hindley                  | Australie                    | Team DSM                     | + 4 min 28 s                 |
| 8e                           | João Almeida                 | Portugal                     | Deceuninck-Quick Step        | + 4 min 56 s                 |
| 9e                           | Harold Tejada                | Colombie                     | Astana-Premier Tech          | + 7 min 35 s                 |
| 10e                          | Lorenzo Fortunato            | Italie                       | Eolo-Kometa                  | + 8 min 28 s                 |

| Classement par équipes | Classement par équipes | Classement par équipes | Classement par équipes |
| Équipe                 | Équipe                 | Pays                   | Temps                  |
| ---------------------- | ---------------------- | ---------------------- | ---------------------- |
| 1re                    | Ineos Grenadiers       | Royaume-Uni            | 115 h 34 min 02 s      |
| 2e                     | Team BikeExchange      | Australie              | + 3 min 26 s           |
| 3e                     | Trek-Segafredo         | États-Unis             | + 5 min 47 s           |
| 4e                     | Bahrain Victorious     | Bahreïn                | + 6 min 49 s           |
| 5e                     | Deceuninck-Quick Step  | Belgique               | + 7 min 44 s           |
| 6e                     | EF Education-Nippo     | États-Unis             | + 10 min 49 s          |
| 7e                     | Team DSM               | Allemagne              | + 11 min 05 s          |
| 8e                     | Movistar Team          | Espagne                | + 14 min 07 s          |
| 9e                     | Jumbo-Visma            | Pays-Bas               | + 20 min 07 s          |
| 10e                    | Astana-Premier Tech    | Kazakhstan             | + 26 min 40 s          |

| Classement par équipes | Classement par équipes | Classement par équipes | Classement par équipes |
| Équipe                 | Équipe                 | Pays                   | Temps                  |
| ---------------------- | ---------------------- | ---------------------- | ---------------------- |
| 1re                    | Ineos Grenadiers       | Royaume-Uni            | 115 h 34 min 02 s      |
| 2e                     | Team BikeExchange      | Australie              | + 3 min 26 s           |
| 3e                     | Trek-Segafredo         | États-Unis             | + 5 min 47 s           |
| 4e                     | Bahrain Victorious     | Bahreïn                | + 6 min 49 s           |
| 5e                     | Deceuninck-Quick Step  | Belgique               | + 7 min 44 s           |
| 6e                     | EF Education-Nippo     | États-Unis             | + 10 min 49 s          |
| 7e                     | Team DSM               | Allemagne              | + 11 min 05 s          |
| 8e                     | Movistar Team          | Espagne                | + 14 min 07 s          |
| 9e                     | Jumbo-Visma            | Pays-Bas               | + 20 min 07 s          |
| 10e                    | Astana-Premier Tech    | Kazakhstan             | + 26 min 40 s          |